# Carles Trullols
Carles Trullols Clemente (Barcelona, 17 de septiembre de 1948-Ibidem, 12 de abril de 2021) fue un jugador y entrenador de hockey sobre patines español, considerado el mejor portero de su tiempo y uno de los mejores de la historia.

## Trayectoria deportiva
Defendió los colores de Maristas Sant Joan, CP Magnetos (1965-1967), CE Vendrell (1967-1969), RCD Espanyol (1969-1971), Cerdanyola CH (1971-1975), CP Vilanova (1975-1977), pero destacó especialmente en la FC Barcelona donde estuvo 6 temporadas y ganó 19 títulos, incluyendo 6 Copas de Europa y 5 Ligas españolas. También fue internacional con la selección española en 193 ocasiones, ganando en cuatro ocasiones el Campeonato del Mundo y cuatro Campeonatos de Europa. Después de jugar un total de 18 temporadas, en febrero de 1984 se retiró como jugador en un partido de homenaje en el Palau Blaugrana y recibió la Medalla de Oro al Mérito Deportivo, entregada por Romà Cuyàs, Secretario de Estado para el Deporte.
Posteriormente fue seleccionador español proclamándose campeón del mundo en 1989 en San Juan de la Frontera, Argentina. En 1996 ejerció el cargo de vicepresidente de la Federación Española de Patinaje.
Murió en la madrugada del 12 de abril de 2021 como consecuencia del COVID-19.

## Palmarés

### FC Barcelona
- 6 Copas de Europa (1977-78, 1978-79, 1979-80, 1980-81, 1981-82, 1982-83)[2]
- 5 Ligas españolas (1977-78, 1978-79, 1979-80, 1980-81, 1981-82)
- 3 Copas del Rey (1977-78, 1978-79, 1980-81)
- 4 Supercopas de Europa (1979-80, 1980-81, 1981-82, 1982-83)
- 1 Copa Intercontinental (1983)

### Otros
- 3 Torneos Victoriano Oliveras de la Riva' (1974, 1976, 1977)[2]
- 2 Campeonatos de España Juveniles (1964, 1965)
- 5 Campeonatos escolares (1961, 1962, 1963, 1964, 1965)

### Selección española
- 4 Campeonatos del Mundo (1970, 1972, 1976, 1980)[2]
- 4 Campeonatos de Europa (1969, 1979, 1981, 1983)
- 1 Campeonatos de Europa Júnior (1966)
- 6 Torneos de las Naciones de Montreux (1967, 1971, 1975, 1976, 1978, 1980)